# Jean-Eudes Aholou
Jean-Eudes Aholou (* 20. März 1994 in Yopougon) ist ein ivorischer Fußballspieler. Er steht beim SCO Angers unter Vertrag, weiterhin ist er ehemaliger ivorischer Nationalspieler.

## Karriere

### Verein
Aholou lernte das Fußballspielen in der Jugend des OSC Lille. Seine Profikarriere begann er allerdings 2015 bei US Orléans. Im Januar 2017 verpflichtete ihn Racing Straßburg. Am 24. Juli 2018 wechselte Aholou innerhalb der Liga für 14 Mio. Euro zu AS Monaco, für die er am 1. Ligaspieltag gegen Nantes debütierte. Von November 2018 bis Anfang Februar 2019 konnte er dort aufgrund einer Fußverletzung nicht spielen.
Für die Saison 2019/20 wurde er an Ligakonkurrent AS Saint-Étienne ohne Kaufoption ausgeliehen. Nachdem er in der Saison 2020/21 zwei Spiele für AS Monaco bestritten hatte, wurde Aholou Ende September 2020 bis zum Ende der Saison an den Ligakonkurrenten Racing Straßburg ausgeliehen. Danach folgte eine weitere einjährige Leihe an Straßburg. Nach Ablauf der zweiten Leihe verpflichtete Straßburg ihn fest. Seit 2024 spielt er für den SCO Angers.

### Nationalmannschaft
Sein Debüt in der ivorischen Fußballnationalmannschaft gab er am 24. März 2018 in Beauvais beim 2:2-Unentschieden gegen Togo.